# Kuummiut
Kuummiut (fundado en 1915) es un asentamiento en la municipalidad de Sermersooq, en Groenlandia oriental. Kuummiut tiene 392 habitantes, en enero de 2005. Kuummiut se encuentra en 65°52′00″N 37°01′00″O / 65.86667, -37.01667.